# Zwijndrecht (België)

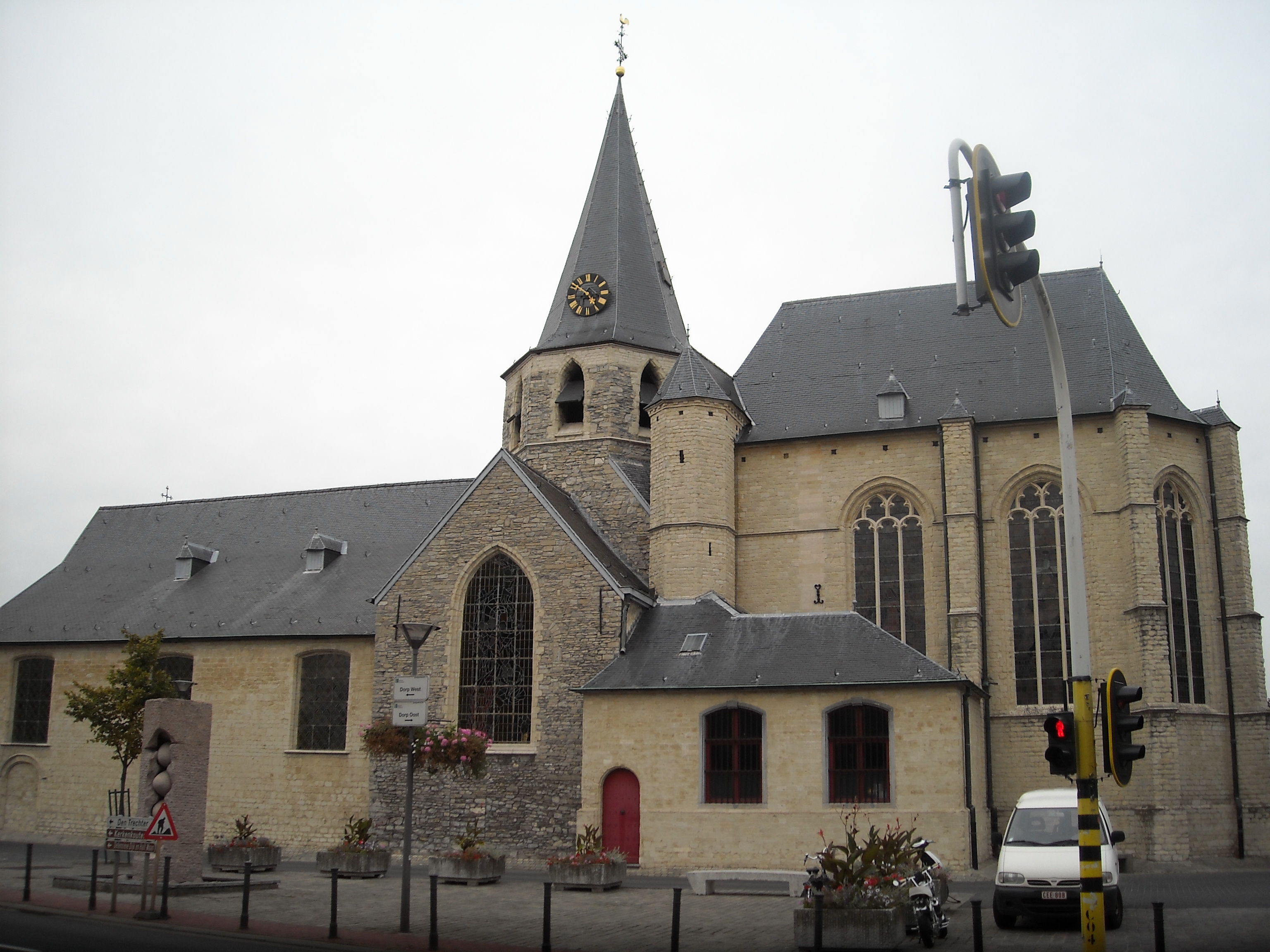
De Heilige-Kruisverheffingskerk in het centrum van Zwijndrecht

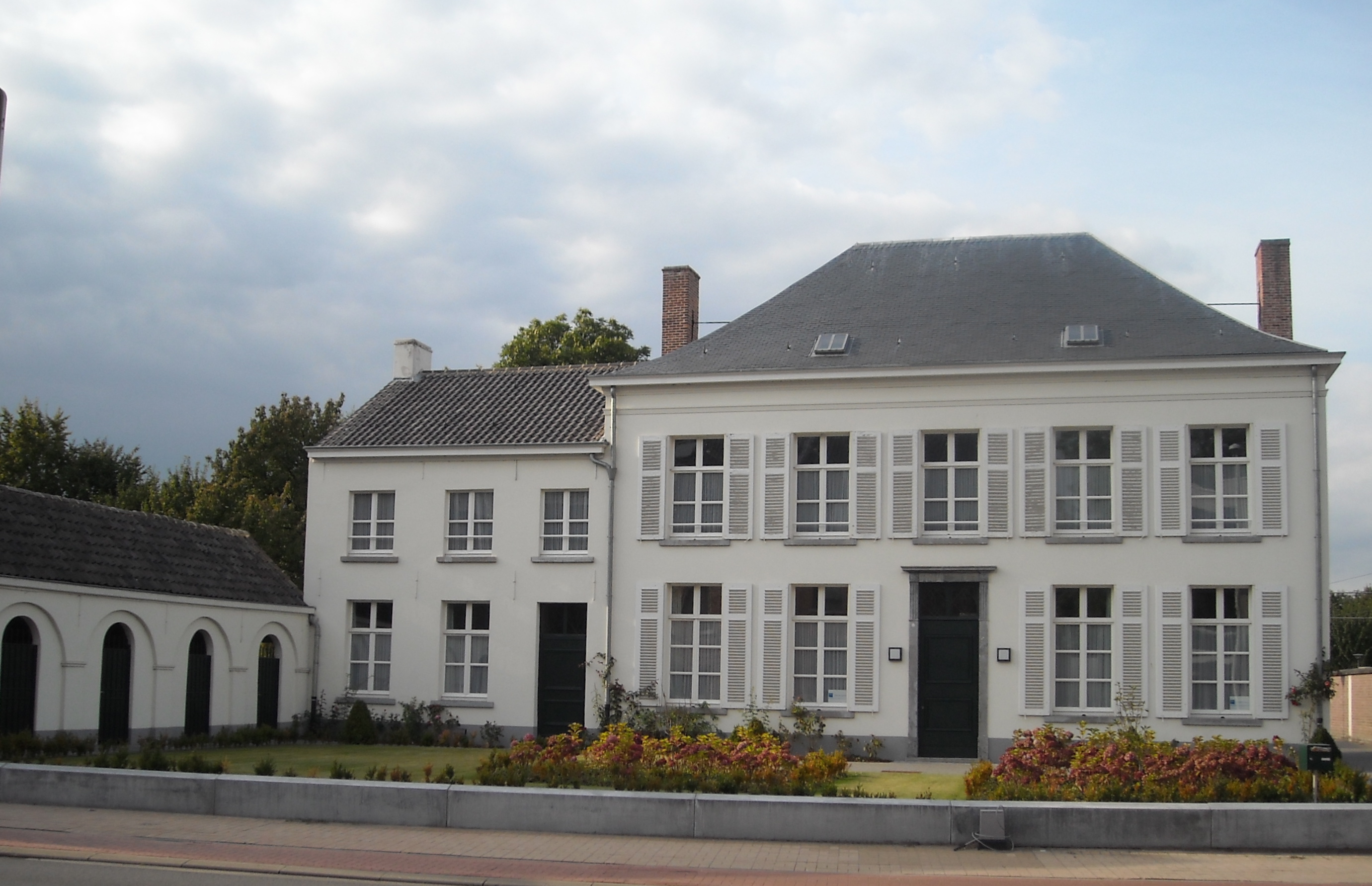
Pastorij

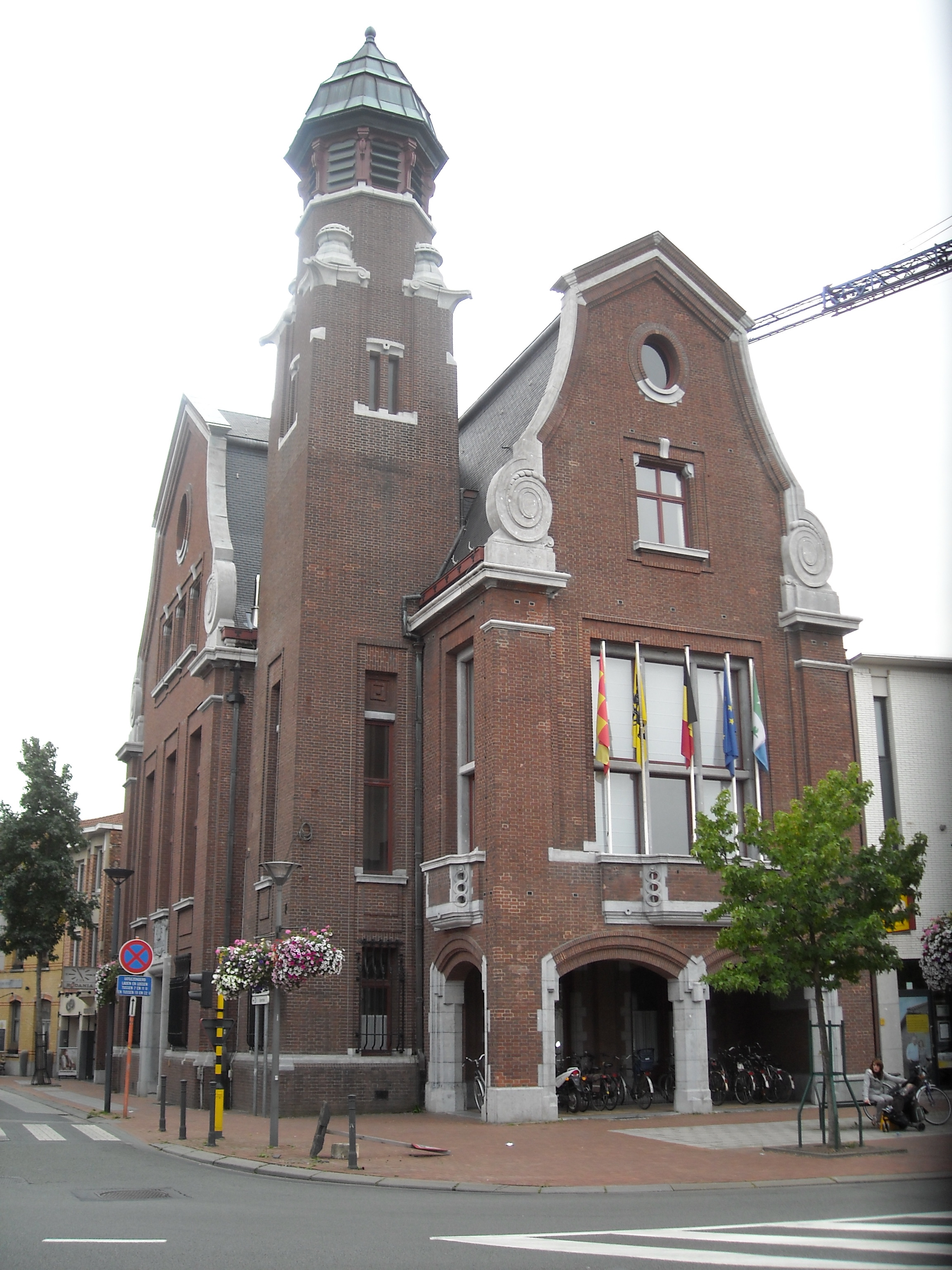
Voormalig gemeentehuis

Zwijndrecht is een dorp in de Belgische provincie Oost-Vlaanderen en een deelgemeente  van Beveren-Kruibeke-Zwijndrecht in het Waasland. Zwijndrecht behoort tot het kieskanton en het gerechterlijke kanton Beveren.
De deelgemeente telt ruim 19.000 inwoners en ligt aan de Schelde, op de linkeroever van de rivier.

## Geschiedenis
Op het eind van het ancien régime, toen tijdens de Franse bezetting de gemeenten werden gecreëerd, werd Zwijndrecht een gemeente in het Departement Schelde, de latere provincie Oost-Vlaanderen.
In 1923 werd de gemeente Zwijndrecht samen met de gemeente Burcht overgeheveld naar de provincie Antwerpen op de andere Scheldeoever. Daarbij werd het oostelijke deel van de gemeente Zwijndrecht, met het gehucht Sint-Anna, afsplitst en bij de gemeente Antwerpen gevoegd als onderdeel van de Linkeroever.
Bij de gemeentelijke fusies van 1977 werd buurgemeente Burcht als deelgemeente bij Zwijndrecht gevoegd.
Bij een fusie van 1 januari 2025 werd Zwijndrecht met buurgemeenten Beveren en Kruibeke samengebracht in de nieuwe gemeente Beveren-Kruibeke-Zwijndrecht, waardoor Zwijndrecht terug in de provincie Oost-Vlaanderen kwam te liggen.

## Toponymie[2]
Het toponiem Zwijndrecht bestaat uit twee woorddelen, namelijk zwijn en -drecht.
- -Drecht, een woorddeel dat vaak in plaatsnamen wordt aangetroffen, is een woord van West-Nederfrankische herkomst en heeft de betekenis stroming, drift (der rivier - zie Ossendrecht, Woensdrecht, ...).
- zwijn verwijst niet zoals men zou vermoeden naar varken, maar is vermoedelijk een verbuiging van het eveneens West-Nederfrankische woord Swin (zie ook Zwin) met de betekenis geul of kreek.

Zwijndrecht kan dan ook verklaard worden als een stromingsgeul.

## Geografie

### Kernen
Zwijndrecht werd een deelgemeente op 1 januari 2025 door de fusie van de kerngemeente Zwijndrecht met Beveren en Kruibeke. Vroeger maakten Zwijndrecht en Burcht (31 maart 1923) deel uit van de provincie Antwerpen. Sinds 2025 is de grens tussen Zwijndrecht en Antwerpen de grens tussen de provincie Antwerpen en de provincie Oost-Vlaanderen.
De parochie Beveren-Zwijndrecht valt onder het bisdom Gent, en is onderdeel van het Dekenaat Waasland.

### Gemeente Zwijndrecht (1977-2024)
Na de gemeentelijke fusies van 1977 omvatte de fusiegemeente Zwijndrecht de deelgemeenten Zwijndrecht en Burcht. Dit bleef zo tot de gemeente in 2025 werd opgeheven en beide deelgemeenten bij Beveren-Kruibeke-Zwijndrecht werden ondergebracht.
| # | Naam        | Opp. (km²) | Inwoners (2020) | Inwoners per km² | NIS-code |
| - | ----------- | ---------- | --------------- | ---------------- | -------- |
| 1 | Zwijndrecht | 15,75      | 11.634          | 739              | 11056A   |
| 2 | Burcht      | 4,49       | 7.520           | 1.675            | 11056B   |

De buurgemeenten van deze fusiegemeente Zwijndrecht waren Antwerpen, Beveren en Kruibeke.

## Bezienswaardigheden

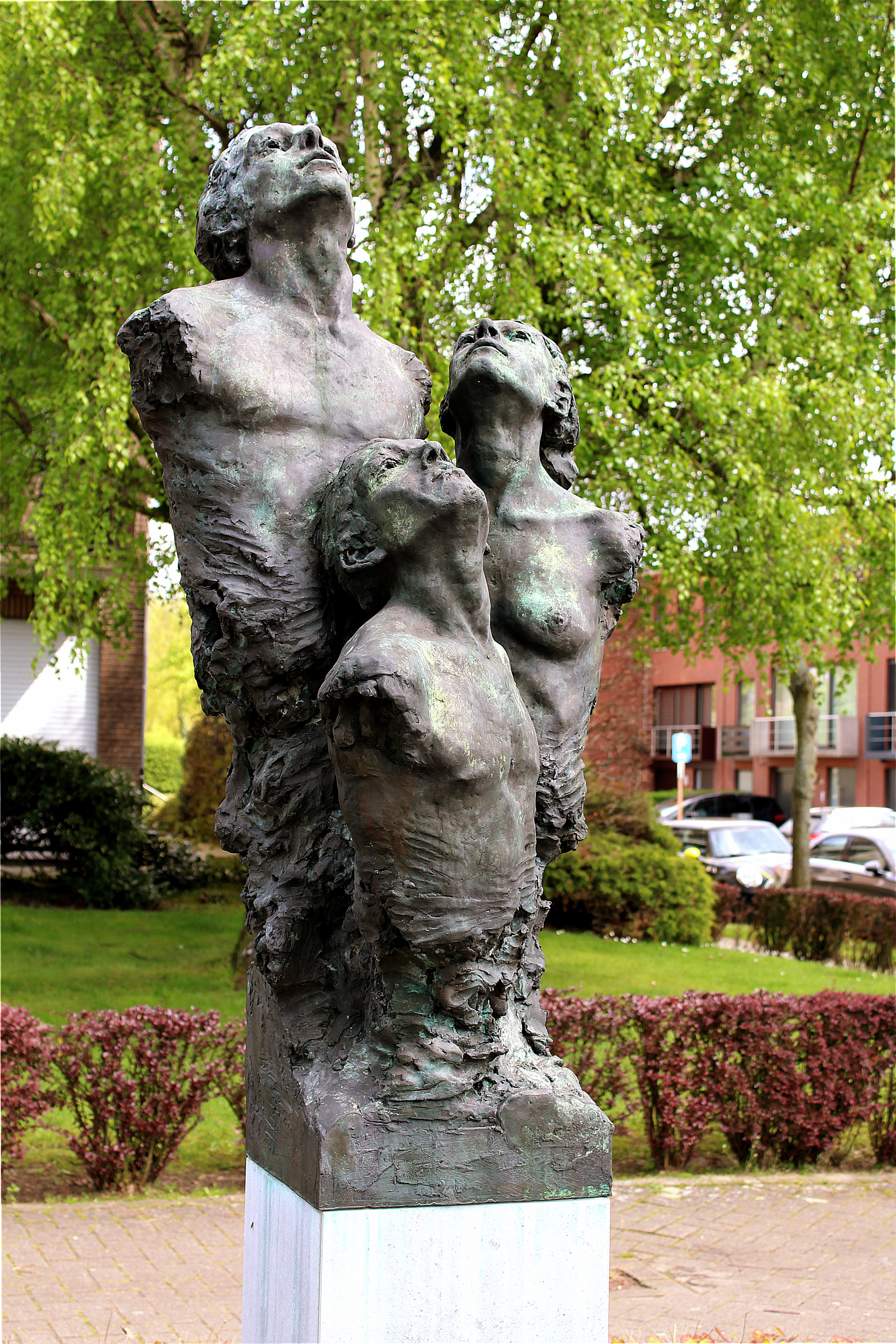
Atmosfeer van Winke Besard voor het project: Kunst in de straat

- De Defensieve Dijk is een dijk die als een onderdeel van de verdedigingsgordel rond Antwerpen werd gebouwd
- Het Fort Sint-Marie
- Het Fort van Zwijndrecht, uit 1870
- De grenspaal tussen Burcht en Kruibeke, uit 1923
- De Heilige-Kruisverheffingskerk: Michaël Cop was hier pastoor op het einde van de 18e eeuw. Hij werd naar Frans-Guyana gedeporteerd en overleed in 1799 bij de Kleine Antillen.
- Het Oorlogsmonument Burcht
- Het Oorlogsmonument Zwijndrecht
- De oude pastorij (Burcht)
- Het Station Zwijndrecht
- Het Tassijnshuis, uit de 18e eeuw
- De zonnewijzer in het Wolfsbergpark, uit 1637

Tussen 1991 en 2012 kocht de gemeente, in samenwerking met de Cultuurraad, een twintigtal kunstwerken aan voor het project: Kunst in de straat. De werken staan opgesteld in de openbare ruimte.

## Natuur en landschap
Zwijndrecht ligt aan de Schelde op een hoogte van 2 tot 3 meter. Door de sterke verstedelijking, waaronder veel infrastructuur en industrie, is het oorspronkelijke polderlandschap goeddeels verdwenen. Natuurgebieden zijn het Vlietbos, de Blokkersdijk en de Vlakte van Zwijndrecht. Ook de Defensieve Dijk, met het fort Halve Maan, is een boeiend gebied.

## Demografie

### Demografische evolutie deelgemeente voor de fusie
- Bronnen:NIS, Opm:1831 tot en met 1970=volkstellingen, 1976= inwonersaantal op 31 december
- 1930: Afsplitsing van stuk grondgebied aan de stad Antwerpen

### Demografische ontwikkeling van de fusiegemeente
Alle historische gegevens hebben betrekking op de huidige gemeente, inclusief deelgemeenten, zoals ontstaan na de fusie van 1 januari 1977.
- Bronnen:NIS, Opm:1806 tot en met 1981=volkstellingen; 1990 en later= inwonertal op 1 januari

| Inwoners van jaar tot jaar op 1 januari 1992 tot heden | Inwoners van jaar tot jaar op 1 januari 1992 tot heden | Inwoners van jaar tot jaar op 1 januari 1992 tot heden |
| jaar                                                   | Aantal                                                 | Evolutie: 1992=index 100                               |
| ------------------------------------------------------ | ------------------------------------------------------ | ------------------------------------------------------ |
| 1992                                                   | 18.201                                                 | 100,0                                                  |
| 1993                                                   | 18.145                                                 | 99,7                                                   |
| 1994                                                   | 18.054                                                 | 99,2                                                   |
| 1995                                                   | 17.983                                                 | 98,8                                                   |
| 1996                                                   | 17.973                                                 | 98,7                                                   |
| 1997                                                   | 18.005                                                 | 98,9                                                   |
| 1998                                                   | 17.887                                                 | 98,3                                                   |
| 1999                                                   | 17.842                                                 | 98,0                                                   |
| 2000                                                   | 17.801                                                 | 97,8                                                   |
| 2001                                                   | 17.744                                                 | 97,5                                                   |
| 2002                                                   | 17.743                                                 | 97,5                                                   |
| 2003                                                   | 17.914                                                 | 98,4                                                   |
| 2004                                                   | 18.000                                                 | 98,9                                                   |
| 2005                                                   | 18.104                                                 | 99,5                                                   |
| 2006                                                   | 18.231                                                 | 100,2                                                  |
| 2007                                                   | 18.352                                                 | 100,8                                                  |
| 2008                                                   | 18.420                                                 | 101,2                                                  |
| 2009                                                   | 18.480                                                 | 101,5                                                  |
| 2010                                                   | 18.573                                                 | 102,0                                                  |
| 2011                                                   | 18.656                                                 | 102,5                                                  |
| 2012                                                   | 18.643                                                 | 102,4                                                  |
| 2013                                                   | 18.794                                                 | 103,3                                                  |
| 2014                                                   | 18.952                                                 | 104,1                                                  |
| 2015                                                   | 18.936                                                 | 104,0                                                  |
| 2016                                                   | 18.957                                                 | 104,2                                                  |
| 2017                                                   | 18.985                                                 | 104,3                                                  |
| 2018                                                   | 19.002                                                 | 104,4                                                  |
| 2019                                                   | 19.056                                                 | 104,7                                                  |
| 2020                                                   | 19.154                                                 | 105,2                                                  |
| 2021                                                   | 19.263                                                 | 105,8                                                  |
| 2022                                                   | 19.243                                                 | 105,7                                                  |
| 2023                                                   | 19.547                                                 | 107,4                                                  |
| 2024                                                   | 19.580                                                 | 107,6                                                  |

## Politiek

### Geschiedenis

#### (Voormalige) Burgemeesters
- 1801-1808: F. Smet
- 1808-1810: Jacques Frans Tassyns
- 1810-1819: Joseph Marie Alexandre Annez[5]
- 1819-1830: Frans Jozef Verstockt
- 1830-1855: Frans Jacob Smet
- 1855- 1872: Jean-Baptiste van Goey[5]
- 1872- ?: Frans Jacob Smet

| Tijdspanne | Tijdspanne  | Burgemeester                   |
| ---------- | ----------- | ------------------------------ |
|            | 1953 - 1983 | Adrien Van Roeyen (CVP)        |
|            | 1983 - 1985 | Robert Duflou (CVP)            |
|            | 1986 - 1988 | René Schrauwen (CVP)           |
|            | 1989 - 1994 | Oktaaf Meyntjens (VU)          |
|            | 1995 - 2012 | Willy Minnebo (Agalev / Groen) |
|            | 2012 - 2024 | André Van de Vyver (Groen)     |

#### Legislatuur 1995 – 2000
In de aanloop van de verkiezingen van 1994 besloten de tweede grootste partijen (en tevens coalitiepartners tijdens de vorige legislatuur), met name de Volksunie en de CVP - in kartel naar de verkiezingen te gaan. Dit kon evenwel niet rekenen op de steun van een belangrijke factie binnen de Volksunie. Hierdoor ontstond de scheurlijst VolUit. De verkiezingen draaide dramatisch uit voor het kartel (onder de naam GEM), dat zijn meerderheid van 15 zetels verloor (−27,30% ten opzichte van het gezamenlijk resultaat van 1988, oftewel −7 zetels). VolUit kon van het verlies echter slechts gedeeltelijk profiteren en strandde op 8,03% (2 zetels).
Agalev en de KP van Willy Minnebo besloten dan weer de handen in elkaar te slaan en trokken met een gezamenlijke lijst naar de verkiezingen. Winnaars deze verkiezingen waren het Vlaams Blok (dat voor de eerste maal opkwam) met 11,59% (3 zetels), VLD (dat de vorige verkiezingen niet was opgekomen) met 9,85% (2 zetels), Agalev 15,45% (+3,58%, 4 zetels) en de groene scheurlijst GA met 4,7% (echter onvoldoende voor een zitje in de gemeenteraad). ROSSEM, W.O.W. en WIT konden niet overtuigen en strandden elk net onder de 2%. De SP ten slotte moest een klein verlies incasseren van 0,7% en strandde op 19,34%.
Er werd een coalitie gesloten tussen Agalev, SP, VLD en Voluit met voormalig KP-er Willy Minnebo als burgemeester. Minnebo werd zo de eerste groene burgemeester van Vlaanderen.

#### Legislatuur 2013 – 2018
Burgemeester is André Van de Vyver (Groen). Hij leidt een coalitie bestaande uit Groen en CD&V. Samen vormen ze de meerderheid met 13 op 25 zetels.

#### Legislatuur 2018 - 2024
De gemeenteraadsverkiezingen van 2018 maakten van N-VA met 0,6% verschil de grootste partij van Zwijndrecht. De coalitie Groen-CD&V haalde niet langer een meerderheid en dus besloot Groen om ook met sp.a in zee te gaan. CD&V en N-VA haalden samen evenmin een meerderheid, zodat CD&V besloot in de coalitie te blijven met Groen en sp.a. André Van de Vyver, die de meeste voorkeurstemmen haalde (1.387), volgde zichzelf op als burgemeester. Groen, Vooruit (sp.a) en CD&V vormden een meerderheid met 13 op 25 zetels. 
In oktober 2023 werd een wisselmeerderheid van N-VA, CD&V en VB gevormd om op 26 oktober met 14 op 25 zetels een fusie van Zwijndrecht met Beveren en Kruibeke goed te keuren, dit niettegenstaande het resultaat van een volksraadpleging dat een mogelijke fusie afwees. Twee van de drie VB-raadsleden, die de wisselmeerderheid vormden, werden uitgesloten door hun partij en zetelen als onafhankelijken tot het einde van de legislatuur (december 2024).
Op 22 december werd door de Vlaamse regering beslist dat Zwijndrecht bij deze fusie in januari 2025 van de provincie Antwerpen naar Oost-Vlaanderen verhuist. Hierbij wordt de provincie Antwerpen kleiner en de provincie Oost-Vlaanderen groter.

#### Resultaten gemeenteraadsverkiezingen van 1976 tot en met 2018
| Partij of kartel     | Partij of kartel                        | 10-10-1976 | 10-10-1976 | 10-10-1982 | 10-10-1982 | 9-10-1988 | 9-10-1988 | 9-10-1994 | 9-10-1994 | 8-10-2000 | 8-10-2000 | 8-10-2006 | 8-10-2006 | 14-10-2012 | 14-10-2012 | 14-10-2018 | 14-10-2018 |
| Stemmen / Zetels     | Stemmen / Zetels                        | %          | 25         | %          | 25         | %         | 25        | %         | 25        | %         | 25        | %         | 25        | %          | 25         | %          | 25         |
| -------------------- | --------------------------------------- | ---------- | ---------- | ---------- | ---------- | --------- | --------- | --------- | --------- | --------- | --------- | --------- | --------- | ---------- | ---------- | ---------- | ---------- |
|                      | KPB1/ KP2                               | 8,141      | 1          | 8,241      | 1          | 7,52      | 1         | -         |           | -         |           | -         |           | -          |            | -          |            |
|                      | SP1/ sp.a2                              | 20,011     | 5          | 20,021     | 5          | 20,041    | 5         | 19,341    | 6         | 16,221    | 4         | 14,562    | 4         | 9,622      | 2          | 9,22       | 2          |
|                      | Agalev1/ Groen!2/ Groen3                | -          |            | 8,321      | 1          | 11,871    | 3         | 15,451    | 4         | 24,281    | 7         | 33,592    | 10        | 31,433     | 9          | 28,83      | 8          |
|                      | CVP1/ GEM2/ CD&V3                       | 43,721     | 12         | 26,981     | 8          | 22,441    | 6         | 25,652    | 8         | 14,841    | 4         | 15,293    | 4         | 15,533     | 4          | 14,63      | 3          |
|                      | PVV1/ VLD2/ VLD-VIVANT3/ Open Vld4      | -          |            | 4,651      | 0          | -         |           | 9,852     | 2         | 12,242    | 3         | 7,913     | 1         | 2,914      | 0          | 5,14       | 0          |
|                      | VU1/ VolUit2/ VU&ID3/ N-VA4             | 27,241     | 7          | 31,781     | 10         | 30,511    | 9         | 8,032     | 2         | 10,513    | 2         | 3,424     | 0         | 29,664     | 8          | 29,44      | 9          |
|                      | Vlaams Blok1/ VB-VLOTT2/ Vlaams Belang3 | -          |            | -          |            | -         |           | 11,591    | 3         | 171       | 5         | 22,572    | 6         | 10,843     | 2          | 12,93      | 3          |
|                      | LDO                                     | -          |            | -          |            | 7,65      | 1         | -         |           | -         |           | -         |           | -          |            | -          |            |
|                      | Anderen(*)                              | 0,89       | 0          | -          |            | -         |           | 10,1      | 0         | 4,91      | 0         | 2,65      | 0         | -          |            | -          |            |
| Totaal stemmen       | Totaal stemmen                          | 11614      | 11614      | 12003      | 12003      | 13203     | 13203     | 12670     | 12670     | 12664     | 12664     | 13556     | 13556     | 13177      | 13177      | 13318      | 13318      |
| Opkomst %            | Opkomst %                               |            |            |            |            | 94,92     | 94,92     | 91,94     | 91,94     | 91,74     | 91,74     | 93,61     | 93,61     | 89,78      | 89,78      | 92,5       | 92,5       |
| Blanco en ongeldig % | Blanco en ongeldig %                    | 3,63       | 3,63       | 3,6        | 3,6        | 4,21      | 4,21      | 4,81      | 4,81      | 3,35      | 3,35      | 3,05      | 3,05      | 2,37       | 2,37       | 3,1        | 3,1        |

De rode cijfers naast de gegevens duiden aan onder welke naam de partijen telkens bij een verkiezing opkwamen.
De zetels van de gevormde meerderheid zijn vetjes gedrukt. De grootste partij is in kleur.
(*) 1976: PVDA (0,89%) / 1994: GA (4,7%), W.O.W. (1,95%), WIT (1,74%), ROSSEM (1,71%) / 2000: OSCAR (4,91%) / 2006: 2070 (2,65%)
Zie voor de gemeenteraadsverkiezingen in 2024 en later op Beveren-Kruibeke-Zwijndrecht.

### Structuur
De gemeente Beveren - Kruibeke - Zwijndrecht ligt in het kieskanton Beveren - Kruibeke - Zwijndrecht, het provinciedistrict Sint-Niklaas, het kiesarrondissement Dendermonde - Sint-Niklaas en ten slotte de Kieskring Oost-Vlaanderen.
| Beveren - Kruibeke - Zwijndrecht | Beveren - Kruibeke - Zwijndrecht | Supranationaal         | Nationaal                         | Nationaal                 | Gemeenschap               | Gewest                    | Provincie                 | Arrondissement           | Provinciedistrict | Kanton          | Gemeente                         | District         |
| -------------------------------- | -------------------------------- | ---------------------- | --------------------------------- | ------------------------- | ------------------------- | ------------------------- | ------------------------- | ------------------------ | ----------------- | --------------- | -------------------------------- | ---------------- |
| Administratief                   | Niveau                           | Europese Unie          | België                            | België                    | Vlaanderen                | Vlaanderen                | Oost-Vlaanderen           | Sint-Niklaas             | Sint-Niklaas      | Sint-Niklaas    | Beveren - Kruibeke - Zwijndrecht | -                |
| Administratief                   | Bestuur                          | Europese Commissie     | Belgische regering                | Belgische regering        | Vlaamse regering          | Vlaamse regering          | Deputatie                 | Deputatie                | Deputatie         | Deputatie       | Gemeentebestuur                  | Districtscollege |
| Administratief                   | Raad                             | Europees Parlement     | Kamer van volksvertegenwoordigers | Vlaams Parlement          | Vlaams Parlement          | Provincieraad             | Provincieraad             | Provincieraad            | Provincieraad     | Gemeenteraad    | Districtsraad                    |                  |
| Kiesomschrijving                 | Kiesomschrijving                 | Nederlands Kiescollege | Kieskring Oost-Vlaanderen         | Kieskring Oost-Vlaanderen | Kieskring Oost-Vlaanderen | Kieskring Oost-Vlaanderen | Kieskring Oost-Vlaanderen | Dendermonde-Sint-Niklaas | Sint-Niklaas      | Beveren         | Beveren - Kruibeke - Zwijndrecht | -                |
| Verkiezing                       | Verkiezing                       | Europese               | Federale                          | Federale                  | Vlaamse                   | Vlaamse                   | Provincieraads-           | Provincieraads-          | Provincieraads-   | Provincieraads- | Gemeenteraads-                   | Districtsraads-  |

## Mobiliteit

### Fiets
De fietssnelweg F4 verbindt Zwijndrecht met Gent en met Antwerpen Linkeroever en loopt grotendeels naast spoorlijn 59. Er zijn nog delen die moeten afgewerkt worden.
De Fietssnelweg F41 verbindt de haven van Gent met de Waaslandhaven. Ook van deze fietssnelweg moeten er nog delen worden afgewerkt.
De Lange-afstandsfietsroute 'Grensroute' verbindt Zwijndrecht via de Kennedyfietstunnel met Antwerpen en in de andere richting met Beveren.

### Openbaar vervoer

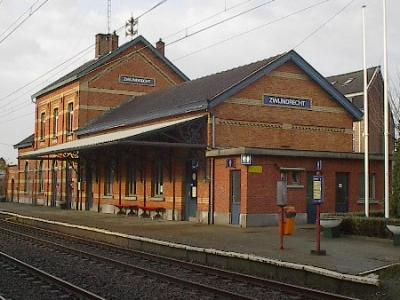
Station Zwijndrecht. Type 1895: dit model stationsgebouw is overal in België te vinden.

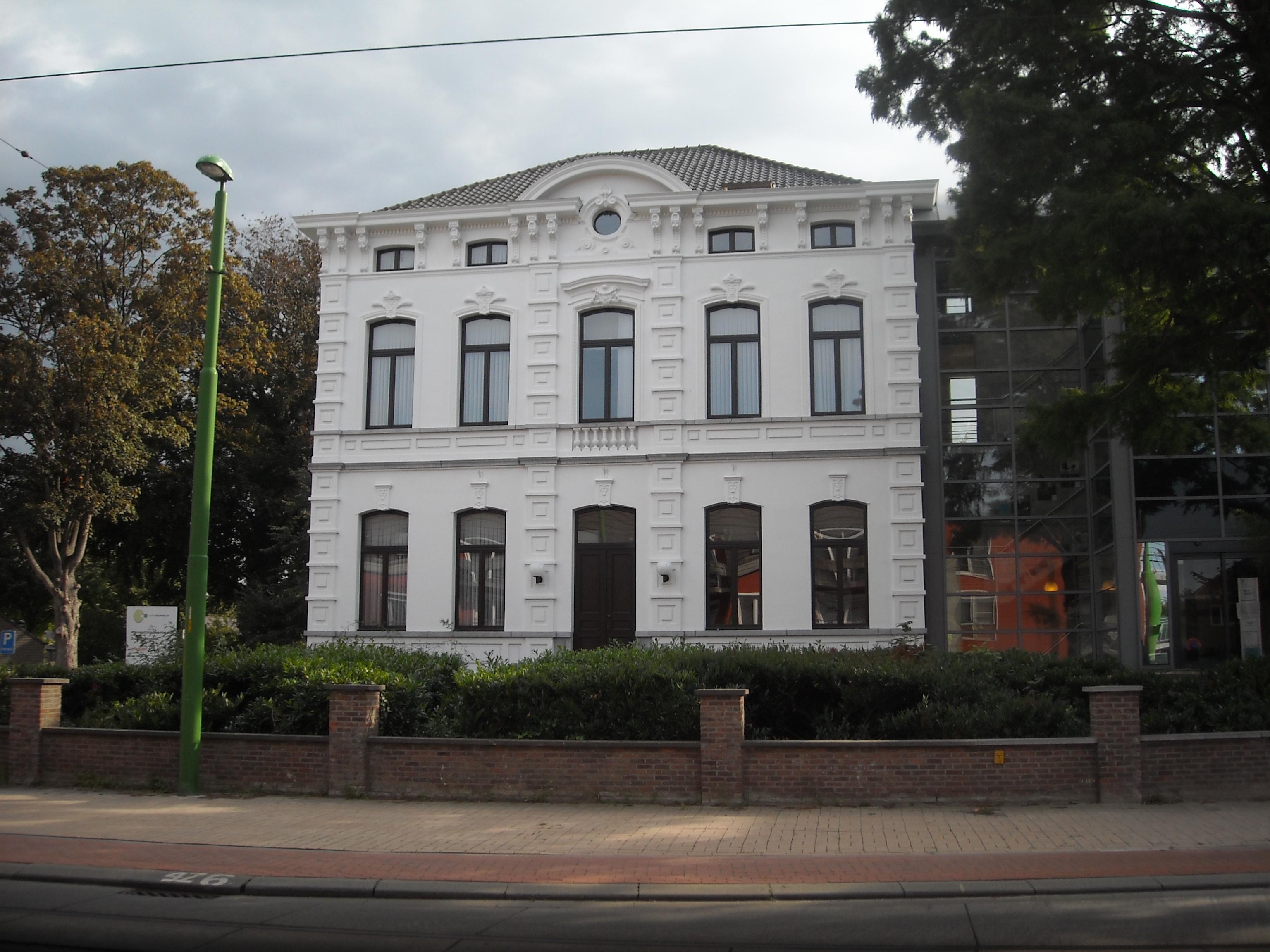
Herenhuis uit de tweede helft van de 19de eeuw, heden het OCMW

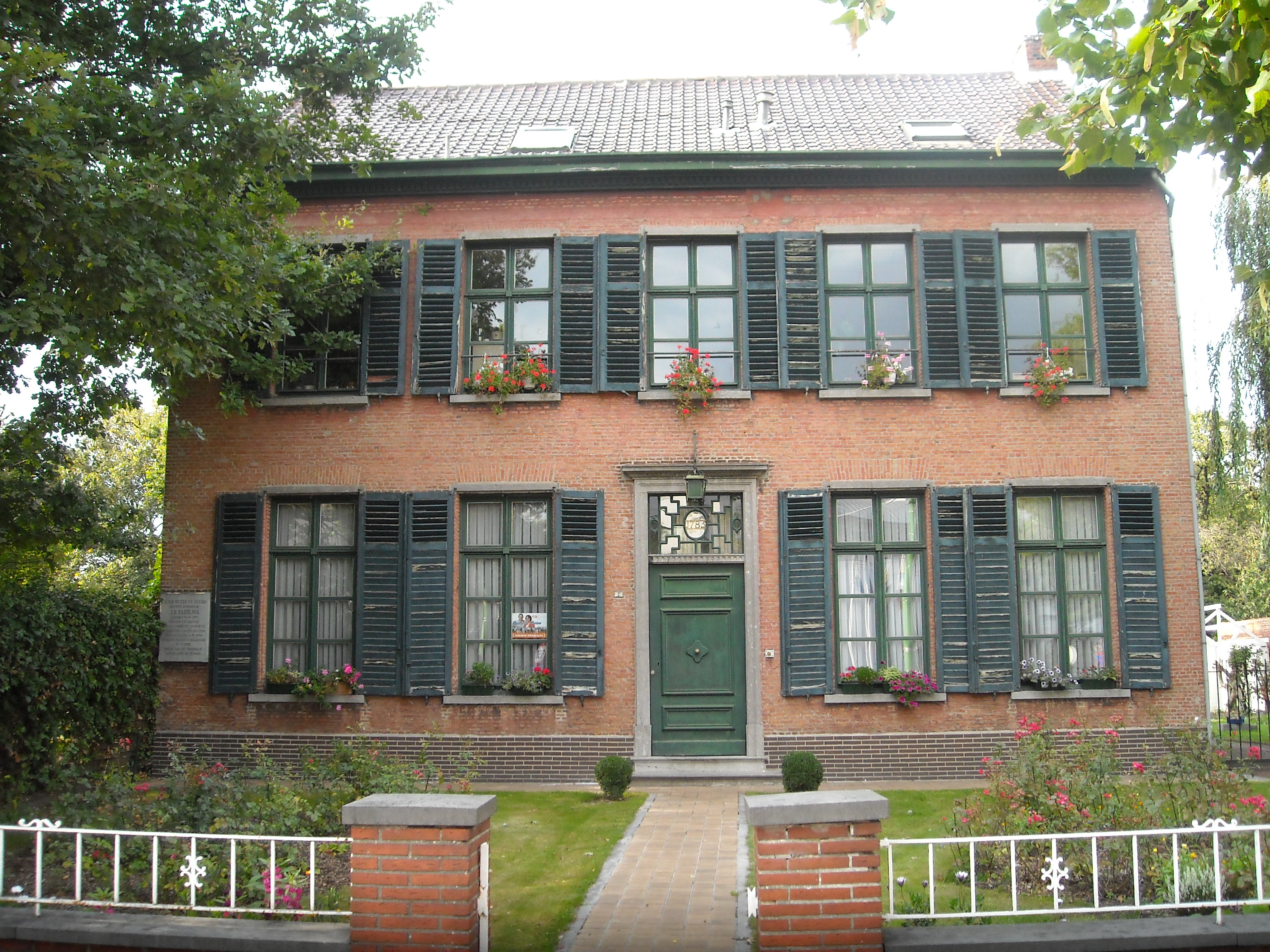
Voormalig huis van Jan Baptist Tassijns, baljuw en griffier van Zwijndrecht en voornaam figuur in de Waaslandse Boerenkrijg

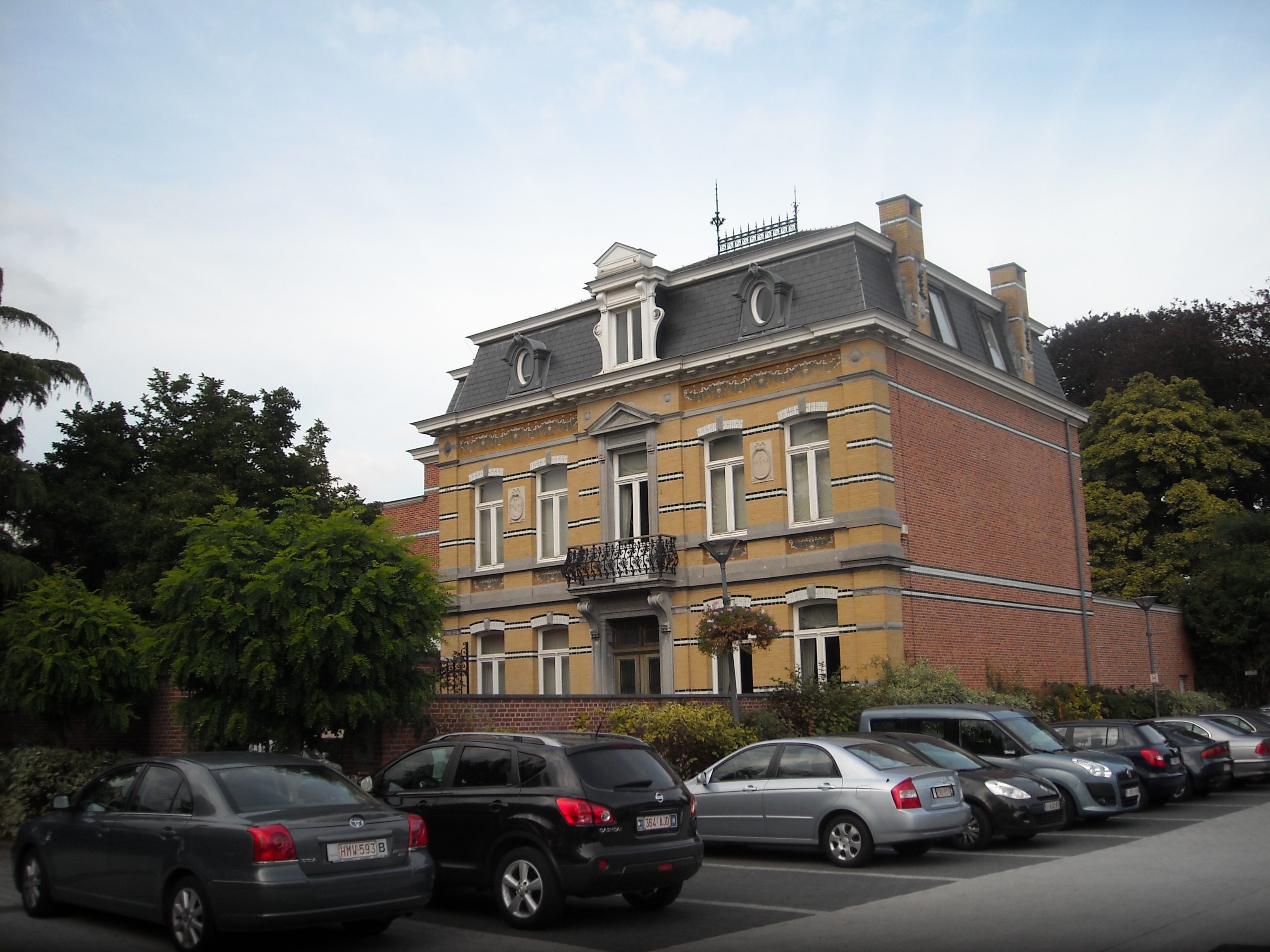
Herenhuis, c. 1906

Zwijndrecht heeft een station aan de spoorlijn 59 tussen Antwerpen en Sint-Niklaas. Dit station Zwijndrecht wordt tijdens de week bediend door 2 treinen per uur in beide richtingen, in het weekend is één trein per uur in beide richtingen
De Antwerpse tramlijn 3 rijdt vanuit Merksem door Antwerpen en Zwijndrecht naar de Park+Ride bij de grens met Melsele (Oost-Vlaanderen).

### Wegennet
De gemeente wordt doorsneden door de snelwegen A14/E17 en A11/E34, die ten oosten van Zwijndrecht samenkomen in het begin van de Antwerpse ring R1. De A14/E17 loopt centraal tussen Zwijndrecht en Burcht. Afrit 17 (Zwijndrecht) ontsluit beide plaatsen; net op de westelijke grens van de gemeente ligt afrit 16 (Kruibeke). Door het noorden van de gemeente loopt de A11/E34, met een afrit naar het havengebied in het noorden van de gemeente.

## Milieu
In mei 2021 werden bij grondwerken voor de aanleg van de Oosterweelverbinding in de bodem grote hoeveelheden van de toxische stof PFOS gevonden.

## Sport
Volgende sportverenigingen zijn actief in Zwijndrecht:

### Voetbal
- Sporting Burcht FC
- Verbroedering Zwijndrecht

### Gevechtssporten
- Ippon Zwijndrecht
- Jacko's Gym (Thaibox)
- Filhos de Bimba, Capoeira regional

### Overige
- Zwijndrecht Atletiek Team
- BC Zwijndrecht ('t Fortje)
- Jazz and Joy
- TTK Zwijndrecht
- Sobabee

## Bekende personen
- Jan Baptist Tassijns (1751-1799), baljuw, meier en griffier van de heerlijkheden Zwijndrecht en Burcht
- Donatus D'Haese (1861-1935), leerkracht, schrijver en politicus
- John Tulpinck (1863-1954), fotograaf
- Alfred Ost (1884-1945), kunstschilder
- Paul D'Haese (1897-1971), leerkracht en ontwerper van de schrijfmethode D'haese
- Emiel van Hemeldonck (1897-1981), auteur
- Maria De Vleeschouwer-Verbraeken (1913-1995), auteur
- Leo Tindemans (1922-2014), politicus
- Lucien Claes (1923-1994), worstelaar
- Robert Clara (1923-2000), kinderarts, hoogleraar en rector aan de Universiteit Antwerpen
- Oktaaf Meyntjens (1923-2010), politicus
- André Truyman (1932-2022), priester, journalist, publicist en programmamaker
- Lieve (Godelieve) Moenssens (1939-1968), auteur
- Etienne Cap (1942), Belgisch trompettist
- Gino De Keersmaeker (1970), paralympisch atleet
- Kobe Ilsen (1981), televisiepresentator en reportagemaker
- Xander De Rycke[13] (1987), stand-upcomedian

## Trivia
- De bijnaam van de inwoners is machuten.[14]

## Partnersteden
- Idstein (Duitsland)
- Zwijndrecht (Nederland), sinds 2004

## Nabijgelegen kernen
Burcht, Kallo, Linkeroever, Melsele